# Bazna
Bazna (Duits: Baassen) is een Roemeense gemeente in het district Sibiu.
Bazna telt 4058 inwoners.

## Geschiedenis
Het gebied van de huidige gemeente Bazna werd door Stefanus V van Hongarije geschonken aan de Saksen. In 1302 wordt het dorp Bazna voor het eerst in de geschriften vermeld. In 1359 werd de gemeente Bazna genoemd als vrije Saksische gemeente in het district Medias. De Saksische kolonisten bouwden op de heuvel van Bazna een weerkerk en later breidde het dorp zich uit naar de vallei.
In 1834 wordt in het dorp het eerste kuurbad geopend dat in 1905 in eigendom komt van de evangelische kerk van Bazna. Het dorp ontwikkelde zich in de loop der tijd als een echt kuuroord.
In 1900 had het dorp Bazna 1456 inwoners waarvan de Saksen de meerderheid vormden (927 personen). Verder woonden er Roemenen, Hongaren en Roma.
Vanaf de jaren 70 van de vorige eeuw vertrokken de meeste Saksen. In 2002 verklaarden nog maar 20 inwoners van Saksische komaf te zijn. Het dorp Bazna had in 2002 1727 inwoners, de gemeente telde in dat jaar 3911 inwoners.

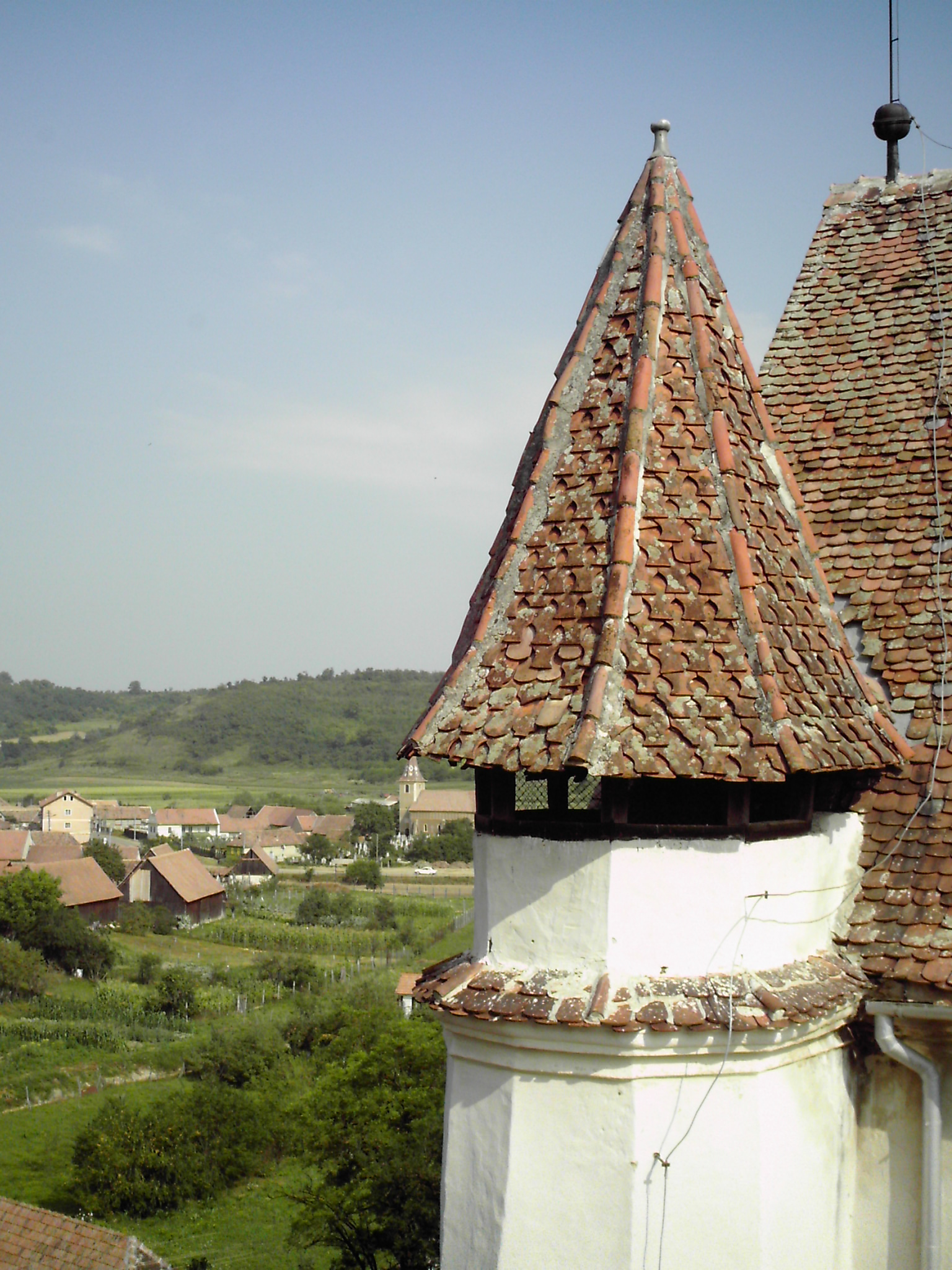
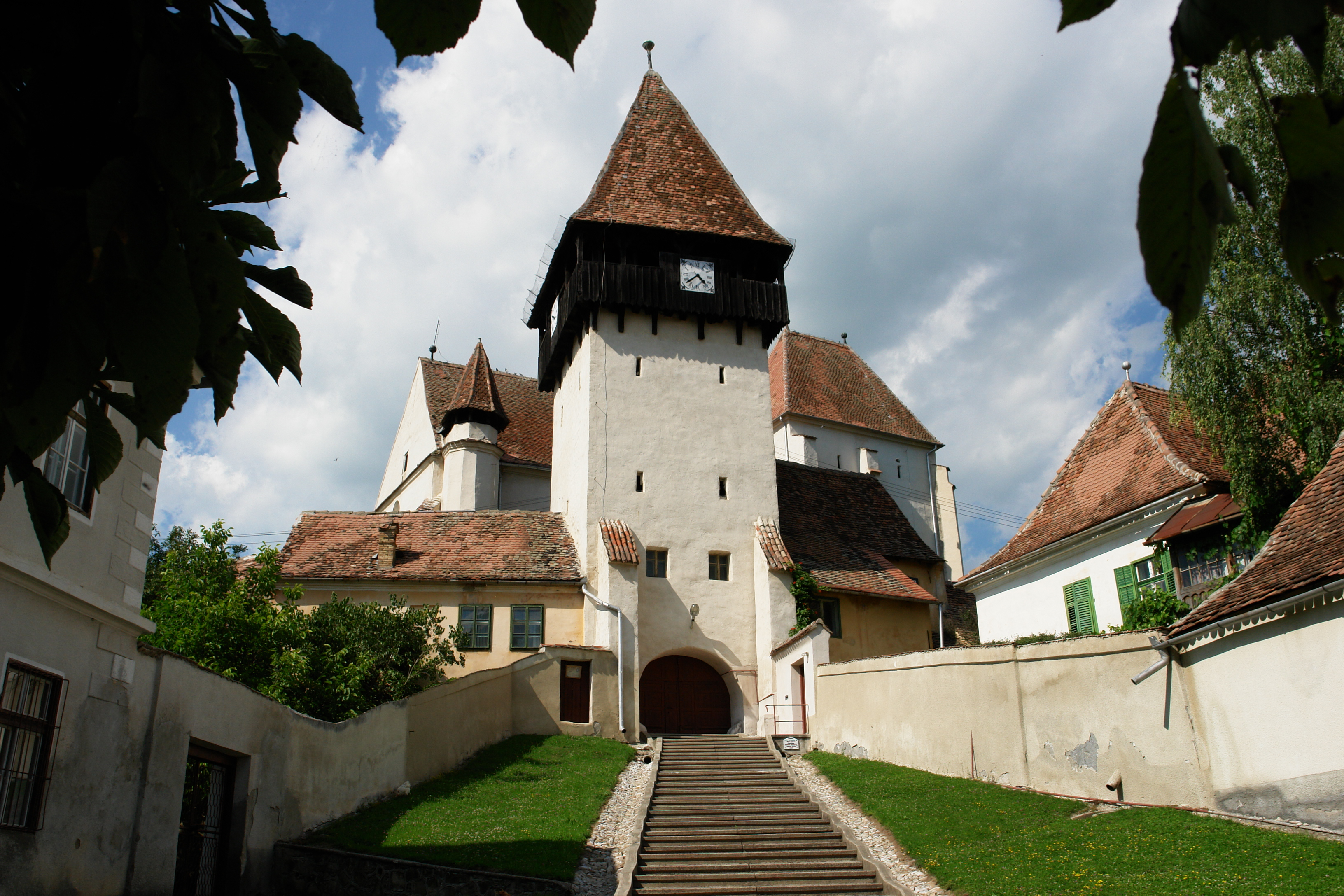
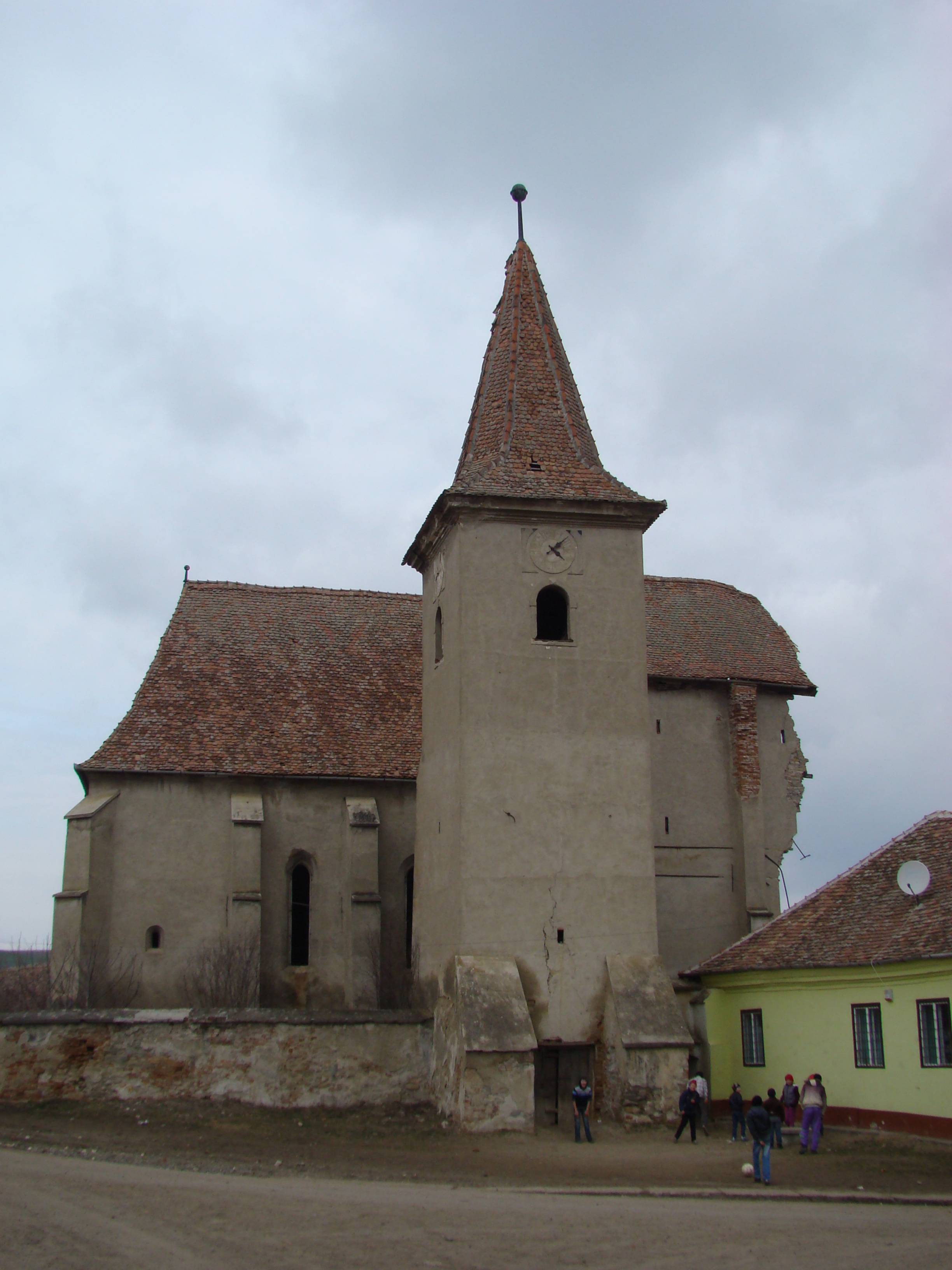